# MOP (groupe)
Pour les articles homonymes, voir MOP.
MOP, acronyme pour Mash Out Posse et stylisé M.O.P., est un groupe de hip-hop américain, originaire de Brownsville, Brooklyn, à New York. Le duo, composé de Billy Danze et Lil' Fame, est connu pour ses paroles agressives,. Le groupe se popularise grâce au titre Ante Up extrait de l'album Warriorz, paru en 2000, album grâce auquel il connaîtra un succès retentissant,. Le groupe a fréquemment collaboré avec DJ Premier. Fame produit souvent sous le pseudonyme Fizzy Womack, et bon nombre de morceaux dans le groupe MOP depuis l'album de 1996, Firing Squad, comme avec d'autres artistes tels que Big Noyd, Teflon et le Wu-Tang Clan.

## Biographie

### Débuts

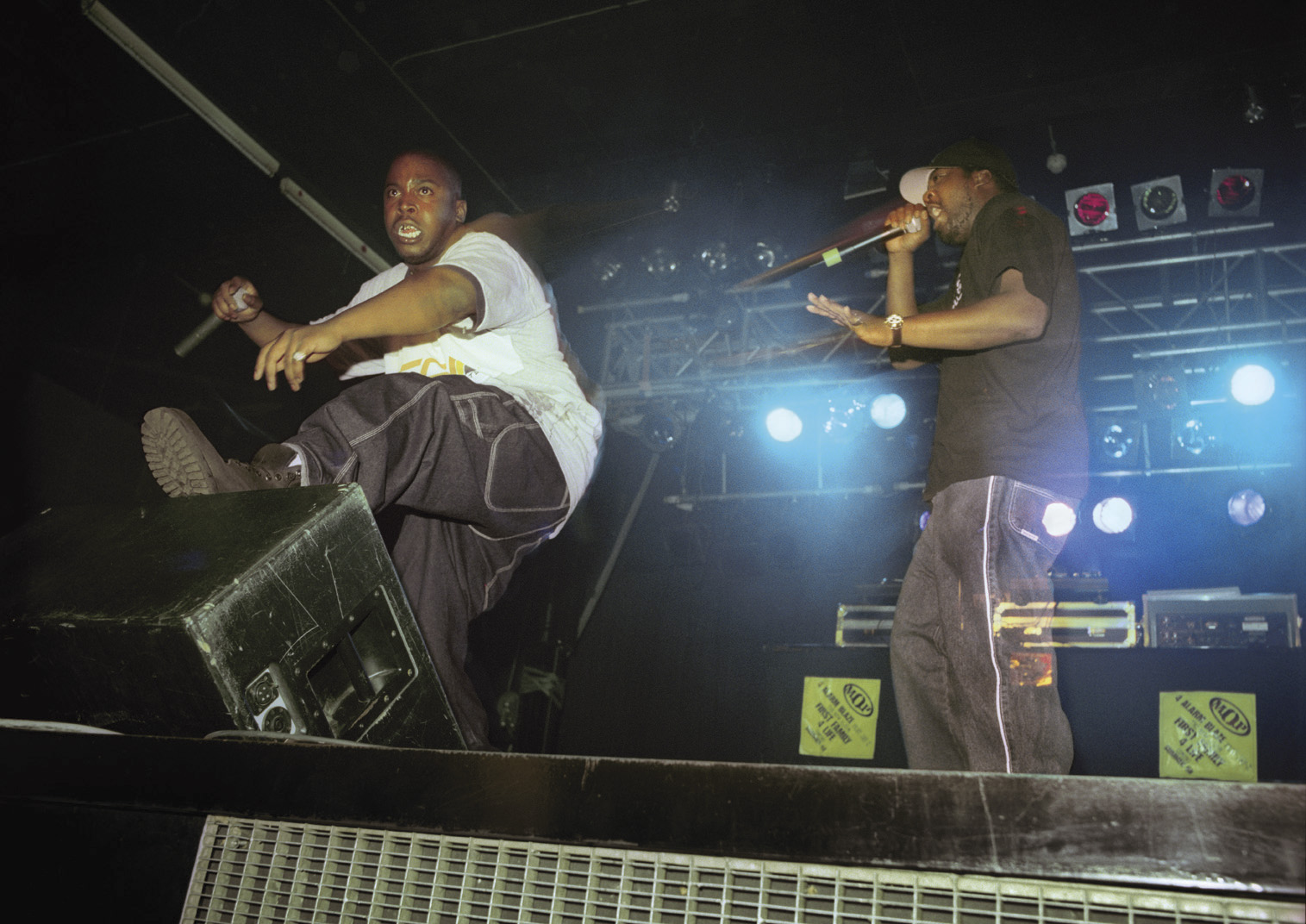
MOP à Hambourg, en Allemagne, en 1999.

Lil' Fame (Jamal Grinnage) et Billy Danze (Eric Murray) grandissent ensemble à Brownsville, Brooklyn aux États-Unis et forment un groupe nommé Mash Out People. Ils souhaitent s'exprimer par le rap et forment un groupe de hip-hop du même nom. Originellement, Fame était le DJ du groupe. Encouragé par son grand frère, Fame écrit lui-même ses propres rimes et paroles. Après sa contribution dans la compilation musicale The Hill That's Real datant de 1992, MOP commence sa carrière en 1994 avec son premier single How About Some Hardcore, également apparu dans la musique du film américain House Party 3. Le succès du single, engendré grâce au vidéoclip à petit budget réalisé par le réalisateur Hype Williams, mène à la création de l'album To the Death commercialisé en 1994 au petit label Select Records, presque produit dans son intégralité par DR Period.
En 1996, MOP fait paraître son second album, Firing Squad. Espérant en faire une meilleure promotion, le groupe signe au label Relativity Records. Malgré des changements de labels et de production afin d'intégrer DJ Premier de Gang Starr, et Lil' Fame lui-même, le groupe maintient son style énergique, et gagne légèrement en popularité. En 1998, MOP fait paraître l'extended play intitulé Handle Ur Bizness, qui suivra de l'album First Family 4 Life. En travaillant de la même manière, l'album présente brièvement Guru de Gang Starr, Treach de Naughty by Nature, O.C. de Diggin' in the Crates Crew et Jay-Z.

### Popularisation
Les chaînes de radio diffusent le titre Ante Up, produit par DR Period. Le single est un véritable succès et atteint la 25e place du Billboard 200. Le single suivant et auto-produit Cold as Ice (qui présente un extrait de la musique Cold as Ice du groupe Foreigner) est également diffusé sur les ondes, mais les paroles sont en majeure partie censurées. Ante Up et Cold as Ice atteignent le Top 10 du UK Singles Chart à la 7e et 4e place, respectivement.
En 2001, un remix d'Ante Up paraît avec Busta Rhymes, Remy Ma, et Teflon, qui a également été très bien accueilli. La même année, ils collaborent pour le titre Life is Good avec le groupe pop LFO. La chanson atteint la 40e place du Hot Singles Sales de Billboard.
En 2002, Loud Records connaît des difficultés et délaisse le groupe. En 2003, le label parent de Loud, Sony/Columbia fait paraître l'album 10 Years and Gunnin. MOP se joint par la suite au label Roc-A-Fella Records de Jay-Z et Damon Dash. Ils apparaissent pour la première fois au label dans l'album The Blueprint 2: The Gift & the Curse de Jay-Z ; le groupe prévoit ensuite d'enregistrer Ghetto Warfare, mais sa sortie est suspendue par le label. Deux autres albums suivent : l'un intitulé The Last Generation, et l'autre Kill Nigga Die Slo Bluckka Bluckka Bloaoow Blood Sweat Tears and We Out. Un titre intitulé It's That Simple est composé en collaboration avec Victoria Beckham des Spice Girls, diffusé à la radio dès juillet 2003. Pendant cette période d'accalmie chez Roc-A-Fella, le groupe s'occupe en enregistrant des mixtapes. Lil' Fame et Billy Danze font des apparitions dans des films comme Bad Boys II. Ils contribuent également aux titres Ground Zero et Put it in the Air présentés dans le jeu vidéo NFL Street 2, et à un autre (Fire) pour Fight Night 2004. De plus en 2004, MOP se joint au célèbre groupe de rap rock Linkin Park lors de la tournée Projekt Revolution. Le groupe fait également paraître une mixtape intitulée Marxmen Cinema (sous le nom de The Marxmen), et un album de rap rock éponyme en collaboration avec le groupe heavy metal Shiner Massive. Damon Dash rompt sa collaboration avec Roc-A-Fella et Jay-Z, et fonde son propre label : Dame Dash. Le groupe annonce son départ de Roc-A-Fella et Dame Dash en mai 2005.

### Derniers événements
En juin 2005, MOP annonce officiellement sa signature sur G-Unit Records, le label de 50 Cent. Ce dernier déclare être un grand fan du groupe, à tel point qu'il essaie de lui donner un peu plus de succès. Le duo participe ainsi à la bande originale de Réussir ou Mourir, le film avec 50 Cent, pour le titre When Death Becomes You. Quelques mois après, MOP sort la mixtape St. Marxmen, incluant des inédits et de nombreux titres non sortis par Roc-A-Fella. En juin 2006, M.O.P sort la compilation Ghetto Warfare. Le 14 octobre 2008, MOP attaque en justice la fédération de la WWE, à la Cour fédérale de New York, ainsi que le lutteur professionnel John Cena. Le groupe déclare l'inclusion sans droits d'une partie de leur titre Ante Up (plus précisément, la phrase d'introduction « Amadou! », rendant hommage à Amadou Diallo) pour y inclure la parole dans la musique d'entrée The Time is Now de Cena. La musique est également incluse sur l'album de Cena You Can't See Me. MOP demande la suppression de cette musique et réclame 150 000 dollars de dommages et intérêts. La sentence est rendue en faveur du groupe M.O.P.
Le 24 octobre 2011, M.O.P fait paraître le premier single, Get Yours, de leur album à venir. Le 22 novembre 2011, M.O.P fait paraître son album Sparta au label Babygrand Records. Le groupe planifie également un futur album, et des albums solo de Billy Danze intitulés, Behind Gates, et de Lil Fame, The Fame and the Glory. Lil Fame et Termanology s'associent pour composer l'album Fizzyology. paru le 6 novembre 2012 au label Brick Records.

## Discographie

### Albums studio
- 1994 : To the Death
- 1996 : Firing Squad
- 1998 : First Family 4 Life
- 2000 : Warriorz
- 2009 : Foundation

### Compilations
- 2003 : 10 Years and Gunnin'
- 2004 : Mash Out Posse
- 2005 : St. Marxmen
- 2006 : Ghetto Warfare

### Album collaboratif
- 2011 : Sparta (avec Snowgoons)

### EP
- 2014 : Street Certified

### Singles
- 1993 : How About Some Hardcore
- 1994 : Rugged Neva Smoove
- 1996 : Dead and Gone
- 1997 : World Famous
- 1998 : Handle ur Bizness
- 2000 : G-Building
- 2000 : Ante Up
- 2001 : Ante Up (Remix) (feat. Busta Rhymes, Remy Ma & Teflon)
- 2001 : Cold as Ice
- 2003 : Stompdashitoutu (feat. CNN)
- 2004 : Hilltop Flava/Ground Zero
- 2014 : Broad Daylight (feat. Busta Rhymes)

## Filmographie
- 2005 : State Property 2 : Règlement de comptes de Damon Dash : eux-mêmes